# Live in Dublin (album, Leonard Cohen)
Live in Dublin je koncertní album kanadského hudebníka Leonarda Cohena, které vyšlo 2. prosince roku 2014. Záznam pochází z Cohenova turné z roku 2013, přesněji z několika koncertů v O2 Areně v Dublinu, které odehrál v září toho roku. Album bylo vydáno jako trojCD a také jako video na DVD a Blu-ray. V DVD verzi album obsahuje ještě tři bonusové písně nahrané v dubnu 2013 v Kanadě. Již v říjnu 2014 byl představen videozáznam písně „Come Healing“.

## Seznam skladeb
1. „Dance Me to the End of Love“
2. „The Future“
3. „Bird on the Wire“
4. „Everybody Knows“
5. „Who by Fire“
6. „The Gypsy's Wife“
7. „Darkness“
8. „Amen“
9. „Come Healing“
10. „Lover Lover Lover“
11. „Anthem“
12. „Tower of Song“
13. „Suzanne“
14. „Chelsea Hotel #2“
15. „Waiting for the Miracle“
16. „The Partisan“
17. „In My Secret Life“
18. „Alexandra Leaving“
19. „I'm Your Man“
20. „Recitation“
21. „Hallelujah“
22. „Take This Waltz“
23. „So Long, Marianne“
24. „Going Home“
25. „First We Take Manhattan“
26. „Famous Blue Raincoat“
27. „If It Be Your Will“
28. „Closing Time“
29. „I Tried to Leave You“
30. „Save the Last Dance for Me“

Bonusy
1. „Show Me the Place“ (Halifax, 13. dubna 2013)
2. „Anyhow“ (St. John's, 20. dubna 2013)
3. „Different Sides“ (St. John, 15. dubna 2013)

## Obsazení
- Leonard Cohen – zpěv, kytara
- Roscoe Beck – baskytara, doprovodné vokály
- Rafael Gayol – bicí, perkuse
- Mitch Watkins – kytara, doprovodné vokály
- Javier Mas – kytara, laud, banduria
- Neil Larsen – klávesy, akordeon
- Alex Bublitchi – housle
- Sharon Robinson – zpěv
- Charley Webb – zpěv, klarinet, kytara
- Hattie Webb – zpěv, harfa